# لیگورتا (آریزونا)
لیگورتا (به انگلیسی: Ligurta) یک منطقهٔ مسکونی در ایالات متحده آمریکا است که در آریزونا واقع شده‌است. لیگورتا ۷۱ متر بالاتر از سطح دریا واقع شده‌است.